# Кубок М'янми з футболу
Кубок М'янми з футболу (General Aung San Shield) — футбольний клубний турнір в М'янмі, який проводиться під егідою Футбольної федерація М'янми. Переможець змагання представляє країну у Кубку АФК. 

## Формат
У турнірі беруть участь команди з Національної ліги М'янми та Другої Національної ліги М'янми. Розіграш кубка проводиться за кубковою системою. У всіх раундах, за виключенням півфіналів, переможці визначаються за підсумками одного матчу; а у півфіналах суперники проводять по одному матчу вдома і на виїзді.
Усі матчі, крім півфіналів відбуваються на стадіонах «Тувунна» та «Аун Сан» у Янгоні.
Спонсором проведення турніру виступають Збройні сили США. Переможець кубка отримує 300 мільйонів м'янманських к'ятів , а фіналіст - 150 мільйонів м'янманських к'ятів.

## Фінали
| Сезон   | Чемпіон                 | Рахунок                 | Фіналіст                |
| ------- | ----------------------- | ----------------------- | ----------------------- |
| 2010    | Оккта Юнайтед           | 3–1                     | Саутерн М'янма          |
| 2011    | Янгон Юнайтед           | 5–0                     | Найп'їдо                |
| 2012    | Аєяваді Юнайтед         | 1–0                     | Канбавза                |
| 2013    | змагання не проводилось | змагання не проводилось | змагання не проводилось |
| 2014    | Аєяваді Юнайтед         | 2–0                     | Найп'їдо                |
| 2015    | Аєяваді Юнайтед         | 2–1                     | Яданабоун               |
| 2016    | Магуе                   | 2–1                     | Янгон Юнайтед           |
| 2017    | Шан Юнайтед             | 2–1                     | Янгон Юнайтед           |
| 2018    | Янгон Юнайтед           | 2–1                     | Хантавадді Юнайтед      |
| 2019    | Янгон Юнайтед           | 4–3                     | Шан Юнайтед             |
| 2020-23 | змагання не проводилось | змагання не проводилось | змагання не проводилось |
| 2024    | Шан Юнайтед             | 1–0                     | Янгон Юнайтед           |
| 2025    | Янгон Юнайтед           | 1–0                     | Шан Юнайтед             |

## Титули за клубами
| # | Клуб               | Перемоги | Фінали | Роки перемог           | Роки фіналів     |
| - | ------------------ | -------- | ------ | ---------------------- | ---------------- |
| 1 | Янгон Юнайтед      | 4        | 3      | 2011, 2018, 2019, 2025 | 2016, 2017, 2024 |
| 2 | Аєяваді Юнайтед    | 3        | -      | 2012, 2014, 2015       |                  |
| 3 | Шан Юнайтед        | 2        | 3      | 2017, 2024             | 2012, 2019, 2025 |
| 4 | Хантавадді Юнайтед | 1        | 1      | 2010                   | 2018             |
| 5 | Магуе              | 1        | -      | 2016                   |                  |
| 6 | Найп'їдо           | -        | 2      |                        | 2011, 2014       |
| 7 | Саутерн М'янма     | -        | 1      |                        | 2010             |
| = | Яданабоун          | -        | 1      |                        | 2015             |